# Campionato FIA di Formula 2 (2009-2012) 2011
La stagione 2011 del Campionato FIA di Formula 2 fu la terza della categoria. Il campionato iniziò il 17 aprile con un weekend di gare sul Circuito di Silverstone, e terminò il 30 ottobre, dopo 8 doppi appuntamenti, con un fine settimana sul Circuito di Barcellona. La serie venne vinta dal pilota italiano Mirko Bortolotti.
Per la prima volta la serie non fu di supporto al WTCC; con eccezione delle gare previste a Silverstone, il campionato fu parte dei fine settimana dell'International GT Open.

## La pre-stagione

### Calendario
Il calendario venne reso noto il 3 novembre 2010; successivamente fu limitatamente modificato, l'8 dicembre, in merito alla data di Magny-Cours .
Nel calendario entrarono per la prima volta Magny Cours, il Nürburgring e il rinnovato Red Bull Ring  (assieme al ritorno del Circuito di Barcellona), che sostituirono Zolder, Marrakech, Algarve, Brno, Oschersleben e Valencia.
| Gara | Gara | Circuito                         | Giri | Lunghezza              | Data       | Ora   | Supporto                   |
| ---- | ---- | -------------------------------- | ---- | ---------------------- | ---------- | ----- | -------------------------- |
| 1    | G1   | Circuito di Silverstone          | 21   | 21×5,900 km=123,900 km | 16 aprile  | 14:00 |                            |
| 1    | G2   | Circuito di Silverstone          | 21   | 21×5,900 km=123,900 km | 17 aprile  | 14:40 |                            |
| 2    | G1   | Circuito di Magny-Cours          | 24   | 24×4,411=105,864 km    | 14 maggio  | 14:00 | International GT Open 2011 |
| 2    | G2   | Circuito di Magny-Cours          | 24   | 24×4,411=105,864 km    | 15 maggio  | 14:55 | International GT Open 2011 |
| 3    | G1   | Circuito di Spa-Francorchamps    | 17   | 17×7,005=119,10 km     | 25 giugno  | 14:05 | International GT Open 2011 |
| 3    | G2   | Circuito di Spa-Francorchamps    | 17   | 17×7,005=119,10 km     | 26 giugno  | 14:20 | International GT Open 2011 |
| 4    | G1   | Nürburgring                      | 20   | 20×5,148=102,960 km    | 2 luglio   | 13:40 | International GT Open 2011 |
| 4    | G2   | Nürburgring                      | 20   | 20×5,148=102,960 km    | 3 luglio   | 12:55 | International GT Open 2011 |
| 5    | G1   | Circuito di Brands Hatch         | 28   | 28×3,703=103,684 km    | 23 luglio  | 13:40 | International GT Open 2011 |
| 5    | G2   | Circuito di Brands Hatch         | 28   | 28×3,703=103,684 km    | 24 luglio  | 14:25 | International GT Open 2011 |
| 6    | G1   | Red Bull Ring, Spielberg         | 26   | 26×4,326=112,476 km    | 27 agosto  | 13:45 | International GT Open 2011 |
| 6    | G2   | Red Bull Ring, Spielberg         | 26   | 26×4,326=112,476 km    | 28 agosto  | 14:45 | International GT Open 2011 |
| 7    | G1   | Autodromo Nazionale Monza        | 21   | 21×5,793=121,653 km    | 1º ottobre | 14:00 | International GT Open 2011 |
| 7    | G2   | Autodromo Nazionale Monza        | 21   | 21×5,793=121,653 km    | 2 ottobre  | 14:40 | International GT Open 2011 |
| 8    | G1   | Circuit de Catalunya, Barcellona | 22   | 22×4,655=102,4 km      | 29 ottobre | 14:25 | International GT Open 2011 |
| 8    | G2   | Circuit de Catalunya, Barcellona | 22   | 22×4,655=102,4 km      | 30 ottobre | 14:00 | International GT Open 2011 |

### Test
| Circuito                | Data     | Pilota più veloce | Tempo    |
| ----------------------- | -------- | ----------------- | -------- |
| Circuito di Silverstone | 22 marzo | Alex Brundle      | 1:50.221 |
| Circuito di Snetterton  | 30 marzo | Miki Monrás       | 1:37.211 |

## Piloti
Mirko Bortolotti, Alex Brundle e Tobias Hegewald ritornarono nel campionato, dopo aver corso in altre categorie nel 2010: Bortolotti e Hegewald nella GP3 Series, mentre Brundle nella F3 inglese. Dalla GP3 arrivò anche Miki Monrás, mentre Max Snegirev e James Cole provenivano dalla F3 inglese. Lo svizzero Christopher Zanella arrivò dalla F3 italiana.
Il coreano Sung-Hak Mun passò in F2 dalla Formula BMW Pacific, mentre Thiemo Storz l'anno precedente partecipò alla  Formula Palmer Audi.
Il campione della F2 2010 Dean Stoneman avrebbe dovuto passare al team ISR Racing per partecipare alla Formula Renault 3.5 Series, ma a causa di una malattia fu costretto all'abbandono.
Il vicecampione 2010, Jolyon Palmer, passò invece alla GP2, con l'Arden International. Il terzo dello scorso campionato, Sergej Afanas'ev, affrontò invece l'Auto GP con la  DAMS.

### Tabella riassuntiva
| Nr. | Pilota               | Sponsor                       | Weekend di gara |
| --- | -------------------- | ----------------------------- | --------------- |
| 2   | James Cole           | Comma                         | Tutti           |
| 3   | Armaan Ebrahim       | JK Racing                     | 1-6             |
| 4   | Mirko Bortolotti     | Bortolotti Costruzioni        | Tutti           |
| 5   | Alex Brundle         | GAC Logistics                 | Tutti           |
| 6   | Miki Monrás          | Paddock Boulevard             | Tutti           |
| 8   | Plamen Kralev        | M-tel                         | Tutti           |
| 9   | Mihai Marinescu      | Romania                       | Tutti           |
| 10  | Max Snegirev         | Klaxon                        | Tutti           |
| 11  | Jack Clarke          | KSS Design                    | Tutti           |
| 12  | Kelvin Snoeks        | HDI- Gerling                  | Tutti           |
| 13  | José Luis Abadín     | Racing for Galicia            | 1-3, 5, 8       |
| 14  | Jolyon Palmer        | Palmer Sport                  | 4               |
| 15  | Ramón Piñeiro        | Next Level                    | Tutti           |
| 16  | Mikkel Mac           | Raaco / BM Steel Construction | Tutti           |
| 17  | Will Bratt           | La Fosse Associates           | 1-4             |
| 18  | Tobias Hegewald      | CMG                           | Tutti           |
| 19  | Christopher Zanella  | Star                          | Tutti           |
| 20  | Julian Theobald      | Color Chemie Group            | 1-4, 6-7        |
| 21  | Thiemo Storz         | Darsena Management            | Tutti           |
| 22  | Johannes Theobald    | Color Chemie Group            | 1-4, 6          |
| 22  | Jon Lancaster        | Silver Lining                 | 2               |
| 24  | Tom Gladdis          | Silver Lining                 | 1               |
| 25  | René Binder          | Gloryfy                       | 6               |
| 26  | Luciano Bacheta      | Interwetten                   | 6-7             |
| 28  | Benjamin Lariche     | Quick Sorel                   | Tutti           |
| 30  | Sung-Hak Mun         | Sung Kyun Kwan University     | Tutti           |
| 33  | Parthiva Sureshwaren | Lycamobile                    | 1, 3-8          |
| 42  | Jordan King          | Hugo Boss                     | 3-5             |
| 77  | Natalia Kowalska     | Better World GP               | 1-2             |
| 88  | Fabio Gamberini      | Lincx / Rodopark              | 4               |

## Copertura televisiva
Dal questa stagione le gare furono trasmesse da Motors TV. Le gare sono inoltre visibili sul sito dell'organizzazione.

## Risultati e classifiche

### Risultati
| Gara | Gara | Circuito      | Tempo     | Velocità     | Pole Position       | GPV                 | Vincitore           |
| ---- | ---- | ------------- | --------- | ------------ | ------------------- | ------------------- | ------------------- |
| 1    | G1   | Silverstone   | 39'36"405 | 187,7 km/h   | Mirko Bortolotti    | Mirko Bortolotti    | Mirko Bortolotti    |
| 1    | G2   | Silverstone   | 39'45"402 | 187 km/h     | Miki Monrás         | Miki Monrás         | Miki Monrás         |
| 2    | G1   | Magny-Cours   | 40'25"650 | 140,075 km/h | Alex Brundle        | Christopher Zanella | Christopher Zanella |
| 2    | G2   | Magny-Cours   | 37'08"229 | 172,061 km/h | Christopher Zanella | Miki Monrás         | Christopher Zanella |
| 3    | G1   | Spa           | 41'38"353 | 161,50 km/h  | Ramón Piñeiro       | Ramón Piñeiro       | Will Bratt          |
| 3    | G2   | Spa           | 37'32"494 | 190,50 km/h  | Will Bratt          | Tobias Hegewald     | Mirko Bortolotti    |
| 4    | G1   | Nürburgring   | 36'53"111 | 167,48 km/h  | Mirko Bortolotti    | Mirko Bortolotti    | Mirko Bortolotti    |
| 4    | G2   | Nürburgring   | 38'18"950 | 161,22 km/h  | Mirko Bortolotti    | Mirko Bortolotti    | Mirko Bortolotti    |
| 5    | G1   | Brands Hatch  | 38'27"536 | 161,758 km/h | Tobias Hegewald     | Jack Clarke         | Jack Clarke         |
| 5    | G2   | Brands Hatch  | 36'35"314 | 170,027 km/h | Mirko Bortolotti    | Ramón Piñeiro       | Ramón Piñeiro       |
| 6    | G1   | Red Bull Ring | 36'28"200 | 185,04 km/h  | Ramón Piñeiro       | Mirko Bortolotti    | Ramón Piñeiro       |
| 6    | G2   | Red Bull Ring | 36'07"472 | 186,81 km/h  | Christopher Zanella | Mirko Bortolotti    | Ramón Piñeiro       |
| 7    | G1   | Monza         | 35'41"618 | 204,496 km/h | Mihai Marinescu     | Mihai Marinescu     | Mihai Marinescu     |
| 7    | G2   | Monza         | 35'43"683 | 204,299 km/h | Mirko Bortolotti    | Mihai Marinescu     | Mirko Bortolotti    |
| 8    | G1   | Barcellona    | 36'56"204 | 166,4 km/h   | Mirko Bortolotti    | Mirko Bortolotti    | Mirko Bortolotti    |
| 8    | G2   | Barcellona    | 37'16"884 | 164,8 km/h   | Mirko Bortolotti    | Mirko Bortolotti    | Mirko Bortolotti    |

### Classifica piloti
Il sistema di punteggio adottato è lo stesso della Formula 1:
| Sistema di punteggio | Sistema di punteggio | Sistema di punteggio | Sistema di punteggio | Sistema di punteggio | Sistema di punteggio | Sistema di punteggio | Sistema di punteggio | Sistema di punteggio | Sistema di punteggio | Sistema di punteggio |
| Posizione            | 1º                   | 2º                   | 3º                   | 4º                   | 5º                   | 6º                   | 7º                   | 8º                   | 9º                   | 10º                  |
| -------------------- | -------------------- | -------------------- | -------------------- | -------------------- | -------------------- | -------------------- | -------------------- | -------------------- | -------------------- | -------------------- |
| Punti                | 25                   | 18                   | 15                   | 12                   | 10                   | 8                    | 6                    | 4                    | 2                    | 1                    |

Vengono scartati i due peggiori risultati. Solo i primi due della classifica devono scartare punti.
| Pos | Pilota               | SIL | SIL | MAG | MAG | SPA | SPA | NÜR | NÜR | BRH | BRH | RBR | RBR | MZA | MZA | CAT | CAT | Punti     |
| --- | -------------------- | --- | --- | --- | --- | --- | --- | --- | --- | --- | --- | --- | --- | --- | --- | --- | --- | --------- |
| 1   | Mirko Bortolotti     | 1   | 2   | 6   | 3   | 2   | 1   | 1   | 1   | 5   | 2   | 2   | 2   | 2   | 1   | 1   | 1   | 298 (316) |
| 2   | Christopher Zanella  | 7   | 3   | 1   | 1   | 3   | 2   | 2   | 3   | 6   | 7   | 12  | 4   | 5   | 6   | 6   | 7   | 189 (195) |
| 3   | Ramón Piñeiro        | 5   | 11  | 5   | 9   | 7   | 12  | 14  | 10  | 2   | 1   | 1   | 1   | 4   | 2   | 3   | 2   | 185       |
| 4   | Miki Monrás          | 3   | 1   | 4   | 4   | 9   | 4   | 4   | 8   | 4   | 9   | Rit | 11  | 17  | 3   | 2   | 4   | 153       |
| 5   | Mihai Marinescu      | 4   | 5   | Rit | 5   | 8   | 5   | Rit | 11  | Rit | 4   | 3   | 3   | 1   | Rit | 5   | 3   | 138       |
| 6   | Tobias Hegewald      | 6   | 4   | 2   | 8   | 4   | Rit | 12  | 4   | 3   | 5   | 15  | 6   | 6   | 9   | 4   | 11  | 121       |
| 7   | Alex Brundle         | 19  | Rit | 3   | 2   | 5   | 7   | Rit | 5   | Rit | 17  | 4   | Rit | 3   | 4   | 8   | 5   | 112       |
| 8   | Jack Clarke          | 8   | 6   | 13  | 10  | 19  | 6   | 3   | 7   | 1   | 3   | 5   | Rit | 8   | 7   | 7   | 9   | 110       |
| 9   | Will Bratt           | 2   | SQ  | 8   | 7   | 1   | 3   | 7   | 2   |     |     |     |     |     |     |     |     | 92        |
| 10  | Kelvin Snoeks        | Rit | 8   | 10  | Rit | 10  | 9   | 6   | 19  | Rit | Rit | Rit | 5   | 11  | 8   | 9   | 6   | 40        |
| 11  | Mikkel Mac           | 12  | 9   | 15  | 12  | 11  | 14  | 8   | 6   | 13  | 11  | Rit | 9   | 9   | 11  | 10  | 8   | 23        |
| 12  | Thiemo Storz         | 14  | 14  | 9   | 15  | 6   | 10  | 9   | 15  | Rit | Rit | Rit | 14  | 7   | Rit | 11  | 16  | 19        |
| 13  | Luciano Bacheta      |     |     |     |     |     |     |     |     |     |     | 7   | 10  | 10  | 5   |     |     | 18        |
| 14  | Jordan King          |     |     |     |     | 17  | 8   | 5   | 9   | Rit | 10  |     |     |     |     |     |     | 17        |
| 15  | Armaan Ebrahim       | 11  | 7   | 12  | Rit | 13  | 20  | 15  | 13  | 9   | 6   | 14  | Rit |     |     |     |     | 16        |
| 16  | Benjamin Lariche     | 13  | 10  | 11  | 13  | 20  | Rit | 13  | 12  | Rit | 8   | 8   | 8   | 13  | 10  | 13  | 10  | 15        |
| 17  | Jon Lancaster        |     |     | 7   | 6   |     |     |     |     |     |     |     |     |     |     |     |     | 14        |
| 18  | Max Snegirev         | 9   | Rit | 16  | 14  | 14  | 13  | 11  | 18  | 7   | Rit | 11  | 7   | 16  | Rit | 12  | 12  | 14        |
| 19  | Julian Theobald      | 17  | Rit | 17  | Rit | 15  | 15  | 16  | Rit |     |     | 6   | 12  | Rit | Rit |     |     | 8         |
| 20  | James Cole           | 15  | 13  | 18  | 17  | 16  | 16  | 18  | 14  | 8   | 12  | 9   | 18  | 14  | 15  | 14  | 15  | 6         |
| 21  | Johannes Theobald    | Rit | 16  | 14  | 11  | 12  | Rit | 10  | Rit |     |     | Rit | 16  |     |     |     |     | 1         |
| 22  | José Luis Abadín     | 16  | 18  | Rit | 16  | 18  | 11  |     |     | 10  | 15  |     |     |     |     | 15  | 13  | 1         |
| 23  | Plamen Kralev        | Rit | 17  | Rit | 18  | Rit | 18  | 17  | 17  | 12  | 13  | 10  | 15  | 12  | 13  | 16  | 17  | 1         |
| 24  | Tom Gladdis          | 10  | 15  |     |     |     |     |     |     |     |     |     |     |     |     |     |     | 1         |
|     | Parthiva Sureshwaren | 18  | Rit |     |     | 21  | 19  | NP  | Rit | 11  | 14  | Rit | 17  | 15  | 14  | 17  | 14  | 0         |
|     | Sung-Hak Mun         | 20  | 19  | 19  | 19  | Rit | 17  | 19  | Rit | 14  | 16  | 13  | 19  | Rit | 12  | Rit | NP  | 0         |
|     | Natalia Kowalska     | Rit | 12  | Rit | 20  |     |     |     |     |     |     |     |     |     |     |     |     | 0         |
|     | René Binder          |     |     |     |     |     |     |     |     |     |     | 16  | 13  |     |     |     |     | 0         |
|     | Fabio Gamberini      |     |     |     |     |     |     | 20  | 16  |     |     |     |     |     |     |     |     | 0         |
|     | Jolyon Palmer        |     |     |     |     |     |     | NP  | NP  |     |     |     |     |     |     |     |     | -         |
| Pos | Pilota               | SIL | SIL | MAG | MAG | SPA | SPA | NÜR | NÜR | BRH | BRH | RBR | RBR | MZA | MZA | CAT | CAT | Punti     |

| Colore  | Risultato             |
| ------- | --------------------- |
| Oro     | Vincitore             |
| Argento | 2º posto              |
| Bronzo  | 3º posto              |
| Verde   | Finito a punti        |
| Blu     | Finito senza punti    |
| Viola   | Ritirato (Rit)        |
| Viola   | Non classificato (NC) |
| Rosso   | Non qualificato (NQ)  |
| Nero    | Squalificato (SQ)     |
| Bianco  | Non partito (NP)      |
| Bianco  | Non ha gareggiato     |
| Bianco  | Infortunato (INF)     |
| Bianco  | Escluso (ES)          |
| Bianco  | Gara cancellata (C)   |

## Test post-stagionali
Il 13 e 14 dicembre vi furono dei test presso il Circuito di Barcellona.
| Circuito                          | Data        | Pilota più rapido   | Tempo    |
| --------------------------------- | ----------- | ------------------- | -------- |
| Circuito di Catalogna, Barcellona | 13 dicembre | Miki Monrás         | 1'35"950 |
| Circuito di Catalogna, Barcellona | 14 dicembre | Christopher Zanella | 1'37"075 |